# 大澳巴士總站
大澳巴士總站（英語：Tai O Bus Terminus）是位於新界離島區大澳大澳道的末端，為一個圍邊鋸齒形露天巴士總站，現時有4條巴士路線以本站為總站。此總站也是香港境內最西端的巴士終站。

## 總站路線資料

### 新大嶼山巴士1線
- 大澳 ↔ 梅窩碼頭

### 新大嶼山巴士11線
- 東涌站巴士總站 ↔ 大澳

### 新大嶼山巴士21線
- 昂坪 ↔ 大澳

### 新大嶼山巴士N1線
- 梅窩 → 大澳